# Ebrechtella xinjiangensis
Espèce
Synonymes
- Misumena xinjiangensis Hu & Wu, 1989

Ebrechtella xinjiangensis est une espèce d'araignées aranéomorphes de la famille des Thomisidae.

## Distribution
Cette espèce est endémique du Xinjiang en Chine,.

## Étymologie
Son nom d'espèce, composé de xinjiang et du suffixe latin -ensis, « qui vit dans, qui habite », lui a été donné en référence au lieu de sa découverte, le Xinjiang.

## Publication originale
- Hu & Wu, 1989 : Spiders from agricultural regions of Xinjiang Uygur Autonomous Region, China. Shandong University Publishing House, Jinan, p. 1-435.